# Galactia broussonetii
Galactia broussonetii là một loài thực vật có hoa trong họ Đậu. Loài này được (Balb.) Colla miêu tả khoa học đầu tiên năm 1834.